# Ethan Embry
Pour les articles homonymes, voir Embry (homonymie).
Ethan Embry, né le 13 juin 1978 à Huntington Beach, en Californie, est un acteur américain.

## Filmographie

### comme acteur
- 1990 : Drug Wars: The Camarena Story (feuilleton TV)
- 1991 : Rendez-vous au paradis (Defending Your Life) : Steve
- 1991 : Sacré Sale Gosse : Doyle Standish
- 1991 : Bad Attitudes (TV) : Cosmo Coningsby
- 1991 : Le Plus Beau Cadeau du monde (All I Want for Christmas) : Ethan O'Fallon
- 1993 : Kalahari (A Far Off Place) : Harry Winslow
- 1993 - 1994 : Harts of the West : Randy
- 1994 : Arabesque (Seth fait des siennes (S10 E19) : Jimmy Taylor
- 1994 : Season of Change : Bobby
- 1995 : Evolver : Kyle Baxter
- 1995 : Empire Records : Mark
- 1996 : Lame de fond (White Squall) : Tracy Lapchick
- 1996 : That Thing You Do! : T. B. Player
- 1997 : Bonjour les vacances : Viva Las Vegas (Vegas Vacation) : Russell 'Rusty' Griswold
- 1998 : How to Make the Cruelest Month
- 1998 : Montana de Jennifer Leitzes : Jimmy
- 1998 : The Prophecy 2 (vidéo) : Young Coroner
- 1998 : Dancer, Texas, le rêve de la ville (Dancer, Texas Pop. 81) : Squirrel
- 1998 : Big Party (Can't Hardly Wait) : Preston Meyers
- 1998 : Comportements troublants (Disturbing Behavior) : Allen Clark
- 1998 : Hercule (série télévisée) : Melampus
- 1999 : La Famille Delajungle (série télévisée) : Ned Fervel
- 1999 : Rocket Power (série télévisée) : L'annonceur à la télé
- 1999 : Work with Me (série télévisée) : Sebastian
- 1999 - 2000 : Batman, la relève (série télévisée) : Terrapin / Lee
- 2000 : The Independent (en) de Stephen Kessler : Bert
- 2000 : La Famille Green (série télévisée) : Wade Kostick
- 2000 - 2001 : FreakyLinks (série télévisée) : Derek Barnes / Adam Barnes
- 2001 : Le Projet Zeta (série télévisée) : Bodhi
- 2001 : Who Is A.B.?
- 2001 : Silicon Follies (TV)
- 2001 : Rennie's Landing : Trevor Logan
- 2001 : Ball in the House : Bobby
- 2001 : Male Order : Actor #2
- 2002 : Fashion victime : Bobby Ray
- 2002 : La Treizième Dimension (série télévisée) : Zack Walker
- 2002 : Manfast : Johnny Shore
- 2002 : Le Peuple des ténèbres (They) : Sam Burnside
- 2003 : Spider-Man : Les Nouvelles Aventures (série télévisée) : Max Dillon/Electro
- 2003 : Prisonniers du temps (Timeline) : Josh Stern
- 2003 - 2004 : Dragnet (LA Dragnet) : Franck Smith
- 2004 : Celeste in the City (TV) : Kyle Halley
- 2004 : Harold et Kumar chassent le burger (Harold and Kumar Go to White Castle) de  Danny Leiner : Billy Carver
- 2004 : Amour impossible (Life on Liberty Street) (TV) : Rick Spencer
- 2005 : Numbers (série télévisée) : Blake Gosnell
- 2005 : Pizza : Matt Firenze
- 2005 : Standing Still : Donovan
- 2005 : Les Maîtres de l'horreur (série télévisée) : Bruce
- 2006 : Escape : Hollywood Agent #1
- 2006 : New York, section criminelle (série télévisée) : Art Geddens
- 2006 : Kidney Thieves : Guy
- 2006 - 2008 : Brotherhood (série télévisée) : Declan Giggs
- 2007 : Motel : Le mécanicien
- 2007 : Order Up (série télévisée) : Homme
- 2008 : Heart of a Dragon (série télévisée) : Lee
- 2008 : Player 5150 (série télévisée) : Joey
- 2008 : L'Œil du mal de D. J. Caruso : Toby Grant
- 2008 : Fear Itself (série télévisée) : Chance
- 2010 : Dr House : Mickey (saison 6, épisode 11)
- 2010 : The Kane Files: Life of Trial : Jace Olsen
- 2011 : Facing Kate (série télévisée) : Spencer Reed
- 2011 : Les Sorcières d'Oz de Leigh Slawner : Frick
- 2011 : Les Experts : Miami (CSI Miami) (2 épisodes) (série télévisée): Randy North
- 2011 : The Reunionn : Leo Carey
- 2011 : Thunderballs (TV)
- 2012 : The Frontierr (TV) : D.J. Jackson
- 2012 : Dorothy and the Witches of Oz : Frick
- 2012 : Ordinary Man : Jason Watts
- 2012 : L'Impensable Vérité (Imaginary Friend) (TV) : Brad
- 2012 : Drop Dead Diva : Mark Baker (épisode 13 saison 4)
- 2012 : Dark Wall : Homme
- 2012 : Grey's Anatomy : David Moore (saison 9)
- 2013 : Cheap Thrills : Vince
- 2013 : The House Across the Street d'Arthur Luhn : Tom
- 2013 : In Security : Kevin
- 2013 : Once Upon a Time : Greg Mendell (saison 2)
- 2014 : Les Experts : Jefferson Nalley
- 2014 : The Guest d'Adam Wingard : Higgings
- 2014 : Hawaii 5-0 : Shawn Hutten
- 2014 : Late Phases : Will
- 2015 : Convergencee : Daniel
- 2015 : Bereave : Tommy
- 2015 : Le dernier des guerriers (Echoes of War) : Seamus Riley
- 2015 : Sneaky Pete : Pete
- 2015 : The Devil's Candy : Jesse Hellman
- 2015 : Grace et Frankie : Coyote Bergstein
- 2015 : The Walking Dead : Carter (TV - saison 6 - rôle récurrent)
- 2016 : Fashionistaa : Eric
- 2016 : Those Eyes : Fils
- 2018 : Blindspotting de Carlos Lopez Estrada : l'officier Molina
- 2018 : First Man : Le Premier Homme sur la Lune
- 2020 : The Twilight Zone : La quatrième dimension (saison 2, épisode 3)
- 2025 : Christy de David Michôd

### comme producteur
- 1992 : A Dog and His Boy